# Ийджонбу (місто)
Ийджонбу́ (кор. 의정부시) — місто в Республіці Корея, неподалік кордону з північною Кореєю. Населення міста (муніципалітету) становить 417 915 тис. жителів.

## Географія
Місто розташоване за 20 км на північ від столиці країни Сеула, з яким з'єднане залізницею та автомагістраллю.

### Клімат
Місто знаходиться у зоні, котра характеризується вологим континентальним кліматом зі спекотним літом. Найтепліший місяць — серпень із середньою температурою 25.6 °C (78 °F). Найхолодніший місяць — січень, із середньою температурою -4.4 °С (24 °F).
| Клімат Ийджонбу         | Клімат Ийджонбу | Клімат Ийджонбу | Клімат Ийджонбу | Клімат Ийджонбу | Клімат Ийджонбу | Клімат Ийджонбу | Клімат Ийджонбу | Клімат Ийджонбу | Клімат Ийджонбу | Клімат Ийджонбу | Клімат Ийджонбу | Клімат Ийджонбу | Клімат Ийджонбу |
| Показник                | Січ.            | Лют.            | Бер.            | Квіт.           | Трав.           | Черв.           | Лип.            | Серп.           | Вер.            | Жовт.           | Лист.           | Груд.           | Рік             |
| Абсолютний максимум, °C | 11              | 17              | 22              | 31              | 35              | 37              | 37              | 38              | 33              | 27              | 22              | 13              | 38              |
| Середній максимум, °C   | 1               | 3               | 11              | 18              | 23              | 27              | 28              | 30              | 25              | 18              | 11              | 3               | 17              |
| Середня температура, °C | −4              | −1              | 5               | 12              | 17              | 22              | 25              | 25              | 20              | 12              | 6               | 0               | 12              |
| Середній мінімум, °C    | −10             | −6              | 0               | 5               | 11              | 16              | 21              | 20              | 14              | 6               | 1               | −5              | 6               |
| Абсолютний мінімум, °C  | −26             | −23             | −11             | −7              | 2               | 7               | 12              | 10              | 2               | −5              | −12             | −21             | −26             |
| Днів з опадами          | 8               | 8               | 7               | 9               | 8               | 11              | 16              | 13              | 7               | 6               | 9               | 9               | 111             |
| Днів з дощем            | 3               | 4               | 6               | 9               | 8               | 11              | 16              | 13              | 7               | 6               | 8               | 6               | 97              |
| Днів зі снігом          | 7               | 5               | 2               | 0               | 0               | 0               | 0               | 0               | 0               | 0               | 1               | 6               | 21              |
| ----------------------- | --------------- | --------------- | --------------- | --------------- | --------------- | --------------- | --------------- | --------------- | --------------- | --------------- | --------------- | --------------- | --------------- |
| Джерело: Weatherbase    |                 |                 |                 |                 |                 |                 |                 |                 |                 |                 |                 |                 |                 |